# Wybrzeże wydmowe

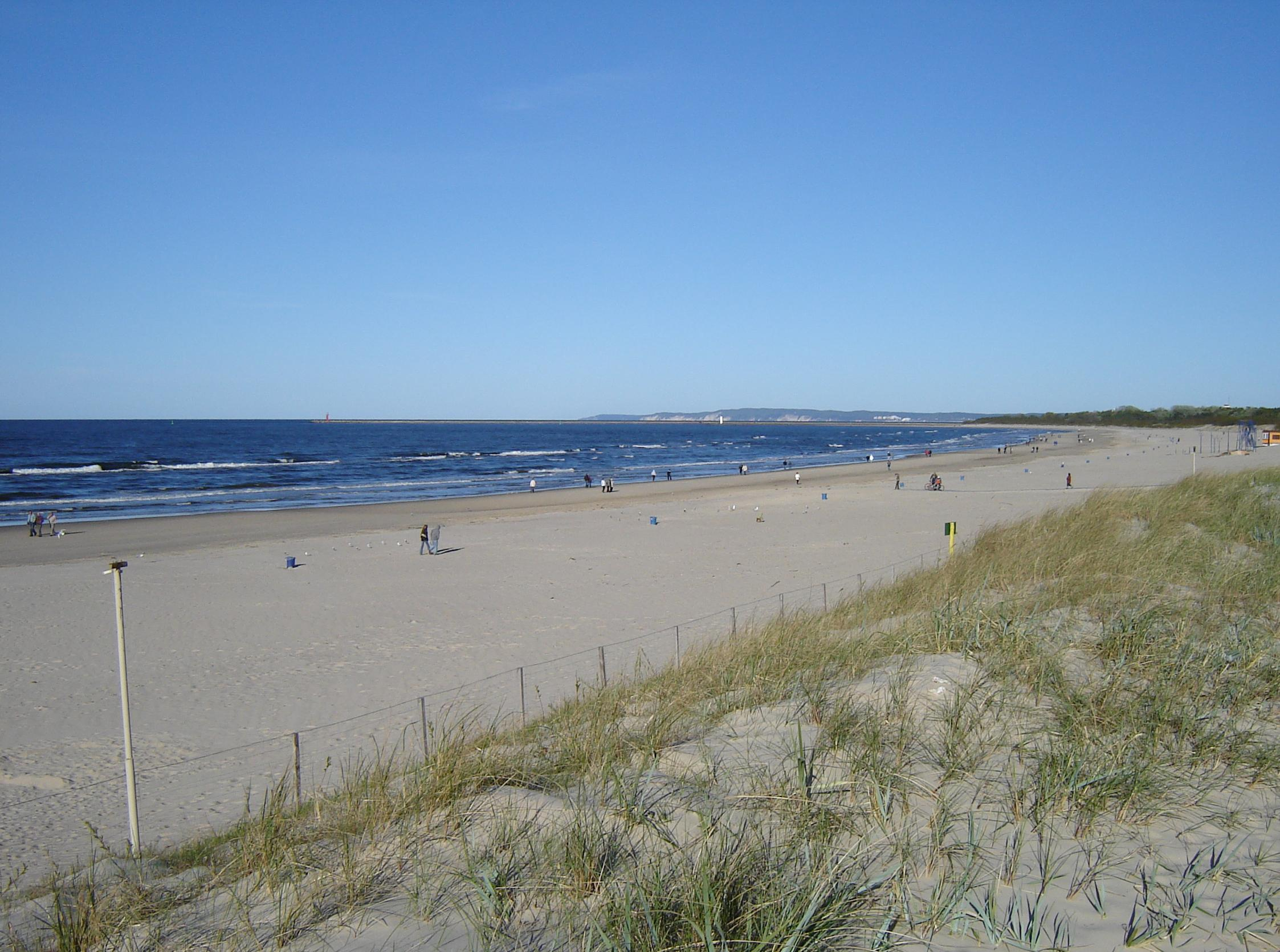
Wybrzeże wydmowe w Świnoujściu

Wybrzeże wydmowe – rodzaj wybrzeża morskiego powstałego wskutek nanoszenia przez wiatr i fale materiału wydmowego.
W Polsce piaszczysty brzeg morski typu wydmowego stanowi blisko 2/3 długości wybrzeża. 

Wybrzeże wydmowe zaczęło tworzyć się po ustąpieniu lądolodu skandynawskiego. Powstaje ono pod wpływem działania fal morskich na odcinki brzegu klifowego, które niszcząc klif zabierają materiał (piaszczysto-żwirowy) przenoszą go i osadzają na odcinkach  brzegu niskiego. Podstawową rolę w procesie tworzenia wybrzeża wydmowego odgrywa wiatr. Na polskim wybrzeżu wieją przeważnie wiatry północno-zachodnie i zachodnie a więc od strony morza, przyczyniając się do tworzenia wydm. 
Proces ten trwa nieprzerwanie do dziś. Widać to szczególnie po sztormach; zasypane roślinki, krzewy, zejścia na plażę.

## Budowa wybrzeża wydmowego
Powyżej plaży znajdującej się w bezpośrednim zasięgu działania fal morskich napotkać można kilka równolegle ułożonych szeregów wzniesień (2-3 lub więcej). Są to wydmy. 

W strefie najbliższej morzu (czasem bywa dla niej stosowane określenie z języka kaszubskiego strąd) wały piasku i innej materii silnie podlegają procesom eolicznym i abrazyjnym. Szczątki organiczne wyrzucane przez fale lub przynoszone z głębi lądu przez wiatr tworzą wał plażowy, czyli kidzinę. Piasek układa się w wydmy pierwotne, które są słabo zasiedlane przez rośliny pionierskie, a jego transport w stronę lądu powoduje usypywanie wydm wtórnych.

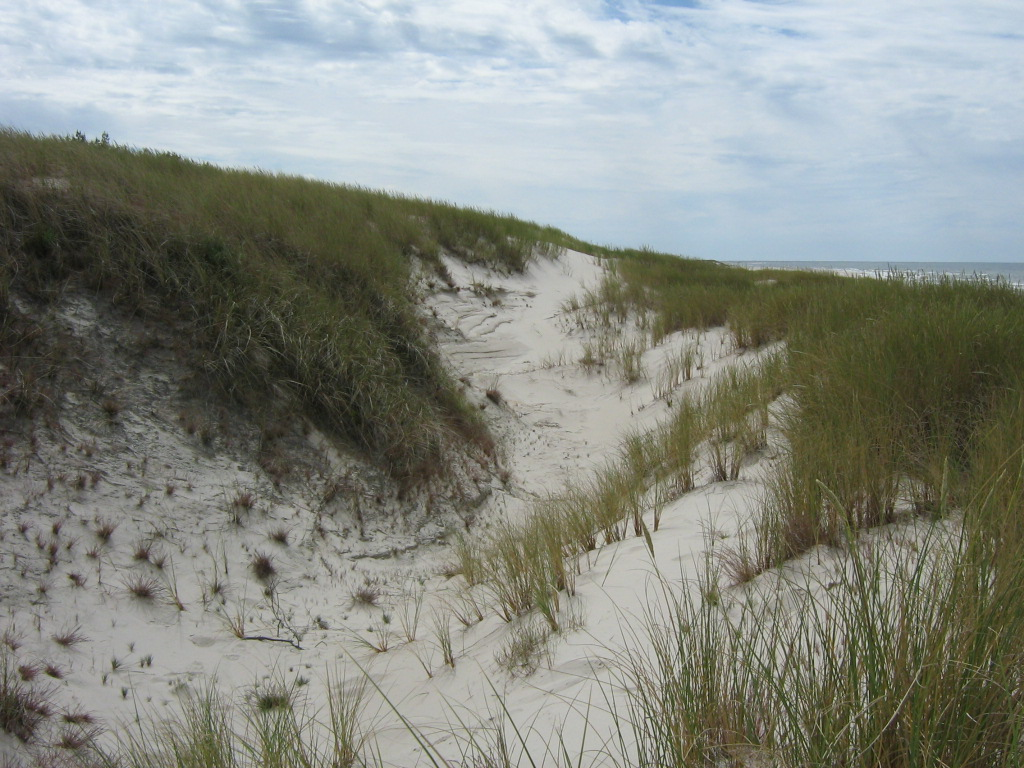
Strefa przejściowa między wydmą białą (po prawej) a szarą (po lewej). Słowiński Park Narodowy.

Pierwsze w miarę stabilne napotkane wzniesienia stanowi wydma biała zwana również przednią. Charakteryzuje się ona jasną barwą i znikomą roślinnością. Dalsze wzniesienia są w pewnym stopniu osłonięte przed działaniem wiatru, w związku z tym są bardziej pokryte roślinnością. Trawy tworzą miejscami zwarte kobierce. Można zauważyć też niewielkie krzewy i krzewinki. Jest to wydma szara, jej piasek ma zabarwienie popielate, co świadczy o zawartości materiałów organicznych (arenosole). Naturalne układy mogą być bardziej skomplikowane. W zależności od lokalnych warunków, zasiedlona przez psammofity wydma biała może bezpośrednio sąsiadować z plażą, tworząc niski klif. Następnie może występować kilka grzęd zasiedlonych przez roślinność wydmy białej i kilka o charakterze wydmy szarej. Czasem tworzą się układy o cechach przejściowych, nawietrzny stok wydmy ma charakter wydmy białej, a zawietrzny szarej itp.
Posuwając się dalej w głąb lądu dojść można do wydm brunatnych porośniętych nadmorskim borem sosnowym. Drzewa tworzące ten las są niższe niż w głębi lądu. Ich przekrój jest asymetryczny (korona zniekształcona, na obwodzie pnia nierówne przyrosty), kształtowany pod wpływem wiatrów.

Podobnie jak w przypadku szeregu wydm napotkanych na lądzie, tak i w morzu posuwając się w głąb, można wyczuć na dnie podwójne wały. W miejscach wzniesień woda jest płytsza, po czym głębokość jej gwałtownie wzrasta. Takie wydmy dna morskiego nazywane są rewami. Są one dziełem budującej pracy fal morskich, które wynoszą piasek z głębi morza w stronę lądu, a nie bezpośredniej pracy wiatru, czyli nie są wydmami w ścisłym tego słowa znaczeniu.

## Roślinność wybrzeża wydmowego
Pierwsze oznaki życia roślinnego można zaobserwować poza strefą działania fal morskich. Pojawiają się tam tzw. rośliny pionierskie. Ze świata flory można wymienić kilka gatunków charakterystycznych dla wybrzeża, które ze względu na swą rzadkość są często chronione. Do przykładów roślin wyspecjalizowanych do warunków nadmorskich należy honkenia piaskowa. Jest to niewielka roślina płożąca się po piasku. Z chwilą przysypania zaczyna się ona bardzo szybko rozgałęziać i wynosić ponad przygniatającą ją warstwę. Inne gatunki to rukwiel nadmorska, mikołajek nadmorski (często zrywany ze względu na swój bardzo dekoracyjny wygląd). Na wydmie białej spotkać można głównie trawy. Wśród nich znajdują się piaskownica zwyczajna, a z turzyc turzyca piaskowa. Wydmę szarą porastają oprócz traw rośliny i porosty z innych rodzin, np. kocanki piaskowe, jastrzębiec baldaszkowy, fiołek nadmorski, chrobotek.

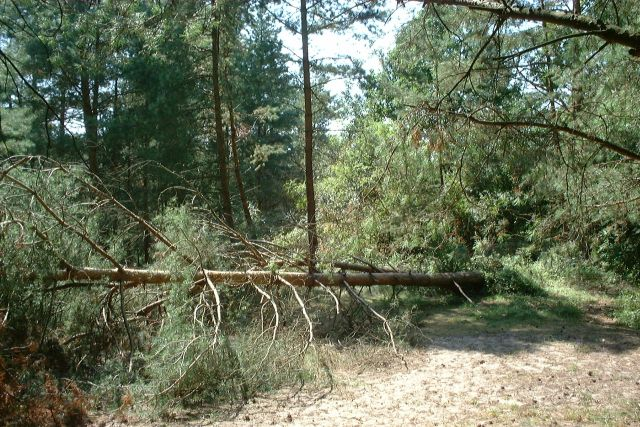
Bór bażynowy w Wolińskim Parku Narodowym

Najbogatszą formę roślinną strefy nadmorskiej wybrzeża wydmowego stanowi jednak nadmorski bór sosnowy. Las ten pokonujący silnie wiejące wiatry, jest bardzo zniekształcony, zwłaszcza pierwsze szeregi drzew od strony morza. W koronie wyrasta niewielka liczba gałęzi i  najczęściej są one pozbawione igliwia. Niskie sosny rzadko przekraczają wysokość 15 metrów. Mało urozmaicone, w stosunku do innych z głębi lasu, runo tworzy gęsty kobierzec.
Najczęściej występuje tu bażyna czarna - gatunek który przywędrował z północy. Jej duży udział w runie sprawił, że lasy te nazywamy borami bażynowymi. Oprócz bażyny można znaleźć wrzos zwyczajny, borówkę brusznicę, tajężę jednostronną, śmiałka pogiętego, gruszyczkę, zimoziół północny, liczne mchy i porosty.

## Zagrożenia i ochrona
Zagrożeniem dla wybrzeża wydmowego jest jego abrazja, niszczenie specyficznego dla niego układu ekologicznego poprzez nasadzanie inwazyjnych gatunków roślin takich jak róża pomarszczona i wierzba wawrzynkowa oraz przekształcanie związane z zagospodarowaniem rekreacyjnym (zabudowa, ciągi komunikacyjne, ruch poza wyznaczonymi szlakami). W efekcie antropopresji zmienia się skład gatunkowy specyficznej roślinności wydmowej i zaburza się naturalną dynamikę wydm. Wydmy podlegają prawnej ochronie na całym wybrzeżu polskim.